# Berod bei Hachenburg
Berod bei Hachenburg là một xã thuộc huyện Altenkirchen, trong bang Rheinland-Pfalz, phía tây nước Đức. Xã Berod bei Hachenburg có diện tích 5,05 km², dân số thời điểm ngày 31 tháng 12 năm 2006 là 617 người.